# L.A. Law
L.A. Law (afkorting voor Los Angeles Law) is een Amerikaanse televisieserie die werd uitgezonden van 3 oktober 1986 tot en met 1994. In totaal heeft de serie acht seizoen gelopen. De serie draait om een advocatenkantoor in Los Angeles

## Rolverdeling

### Seizoen 1 (1986-1987)

#### Hoofdrollen
- Abby Perkins (Michele Greene)
- Arnie Becker (Corbin Bernsen)
- Ann Kelsey (Jill Eikenberry)
- Douglas Brackman (Alan Rachins)
- Grace van Owen (Susan Dey)
- Leland McKenzie (Richard Dysart)
- Michael Kuzak (Harry Hamlin)
- Roxanne Melman (Susan Ruttan)
- Stuart Markowitz (Michael Tucker)
- Victor Sifuentes (Jimmy Smits)

#### Bijrollen
- Bruce Rogoff (Bruce Kirby)
- Elizabeth Brand (Ellen Blake)
- Hilda Brunschwager (Patricia Huston)
- Rechter Douglas McGrath (Michael Fairman)
- Sheila Brackman (Joanna Frank)
- Benny Stulwicz (Larry Drake)

### Seizoen 2 (1987-1988)

#### Hoofdrollen
- Ann Kelsey (Jill Eikenberry)
- Arnie Becker (Corbin Bernsen)
- David Meyer (Dann Florek)
- Douglas Brackman (Alan Rachins)
- Gruce van Owen (Susan Dey)
- Jonathan Rollins (Blair Underwood)
- Leland McKenzie (Richard Dysart)
- Michael Kuzak (Harry Hamlin)
- Roxanne Melman (Susan Ruttan)
- Stuart Markowitz (Michael Tucker)
- Victor Sifuentes (Jimmy Smits)

#### Bijrollen
- Elizabeth Brand (Ellen Blake)
- Sheila Brackmann (Joanna Frank)
- Johnny Clarck (John Wilbur)
- Benny Stulwicz (Larry Drake)